# Parti national paysan chrétien-démocrate
Pour les articles homonymes, voir Parti chrétien-démocrate.
 (mars 2014).
Le Parti national paysan chrétien-démocrate (en roumain : Partidul Național Țărănesc Creștin Democrat, PNȚCD) est un parti politique chrétien-démocrate roumain fondé en décembre 1989.

## Histoire
Le parti est fondé en décembre 1989 par Corneliu Coposu et Ion Rațiu sous le nom de Parti national paysan chrétien et démocrate (Partidul Național Țărănesc Creștin și Democrat, abrégé en PNȚCD ou PNȚcd), devenant le premier parti politique officiellement enregistré après la chute du communisme. Il se veut alors le successeur du Parti national paysan (lui-même le successeur des Parti national roumain de Hongrie et de Transylvanie (en) et Parti paysan de Vieux Royaume).
En mars 2005, le PNȚCD décide par un vote de se rebaptiser Parti populaire chrétien-démocrate (Partidul popular creștin democrat, PPCD), à la suite de sa fusion avec l'Union pour la reconstruction de la Roumanie, avant d'adopter sa dénomination actuelle en un an plus tard.
Parti d'importance sur la scène politique roumaine des années 1990, il est devenu un acteur mineur du paysage politique national.
Le parti a été exclu du Parti populaire européen (PPE) en juin 2017 et a rejoint le Mouvement politique chrétien européen en février 2020.
Depuis mai 2020 et grâce à un accord avec le Parti social-démocrate, le parti a un député européen : Cristian Terheș.

## Dirigeants

### Autres membres notables
- Ion Caramitru
- Victor Ciorbea
- Gheorghe Ciuhandu (en)
- Corneliu Coposu
- Ion Diaconescu (en)
- Constantin Ticu Dumitrescu (en)
- Caius Iacob, premier sénateur du parti
- Vasile Lupu (ro)
- Marian Petre Miluț (en)
- Ioan Avram Mureșan (ro)
- Ion Rațiu (en)
- Radu Sârbu
- Gabriel Țepelea (ro)
- Radu Vasile

## Résultats électoraux
| Année | Chambre des députés | Chambre des députés | Sénat | Sénat    | Rang |
| Année | %                   | Mandats             | %     | Mandats  | Rang |
| ----- | ------------------- | ------------------- | ----- | -------- | ---- |
| 1990  | 2,6                 | 12 / 396            | 2,5   | 1 / 119  | 5e   |
| 1992a | 19,5                | 41 / 341            | 20,2  | 21 / 143 | 2e   |
| 1996a | 30,2                | 83 / 343            | 30,7  | 27 / 53  | 1re  |
| 2000a | 5,0                 | 0 / 345             | 5,3   | 0 / 140  | 6e   |
| 2004  | 1,9                 | 0 / 332             | 1,9   | 0 / 137  | 6e   |
| 2008b | 18,5                | 0 / 334             | 18,7  | 0 / 147  | 3e   |
| 2012c | 13,6                | 1 / 412             | 13,7  | 1 / 176  | 2e   |
| 2016d | –                   | 0 / 329             | –     | 0 / 136  | NC   |

| Année | Candidat                      | 1er tour                      | 1er tour                      | 2e tour                       | 2e tour                       |
| Année | Candidat                      | %                             | Rang                          | %                             | Rang                          |
| ----- | ----------------------------- | ----------------------------- | ----------------------------- | ----------------------------- | ----------------------------- |
| 1990  | Ion Rațiu (en)                | 4,3                           | 3e                            |                               |                               |
| 1992  | soutien à Emil Constantinescu | soutien à Emil Constantinescu | soutien à Emil Constantinescu | soutien à Emil Constantinescu | soutien à Emil Constantinescu |
| 1996  | soutien à Emil Constantinescu | soutien à Emil Constantinescu | soutien à Emil Constantinescu | soutien à Emil Constantinescu | soutien à Emil Constantinescu |
| 2000  | soutien à Mugur Isărescu      | soutien à Mugur Isărescu      | soutien à Mugur Isărescu      | soutien à Mugur Isărescu      | soutien à Mugur Isărescu      |
| 2004  | Gheorghe Ciuhandu (en)        | 1,9                           | 5e                            |                               |                               |
| 2009  | soutien à Traian Băsescu      | soutien à Traian Băsescu      | soutien à Traian Băsescu      | soutien à Traian Băsescu      | soutien à Traian Băsescu      |
| 2014  | soutien à Elena Udrea         | soutien à Elena Udrea         | soutien à Elena Udrea         | soutien à Elena Udrea         | soutien à Elena Udrea         |
| 2019  | soutien à Viorica Dăncilă     | soutien à Viorica Dăncilă     | soutien à Viorica Dăncilă     | soutien à Viorica Dăncilă     | soutien à Viorica Dăncilă     |

| Année | %   | Mandats | Tête de liste              | Rang |
| ----- | --- | ------- | -------------------------- | ---- |
| 2007  | 1,4 | 0 / 35  | Alexandru Ioan Herlea (ro) | 11e  |
| 2009  | 1,5 | 0 / 33  | Marian Petre Miluț (en)    | 7e   |
| 2014  | 0,9 | 0 / 32  | Aurelian Pavelescu (en)    | 12e  |

a  Membre de la Convention démocratique roumaine (CDR). Sont présentés les suffrages obtenus par la coalition, mais le nombre de sièges obtenus par le PNȚCD.

b  Sur les listes du PNL. Sont présentés les suffrages obtenus par la coalition, mais le nombre de sièges obtenus par le PNȚCD.

c  Membre de la Alliance de la Roumanie droite (ARD). Sont présentés les suffrages obtenus par la coalition, mais le nombre de sièges obtenus par le PNȚCD.

d  Le parti n'a pas participé aux élections législatives de 2016.